# Nobuaki Enoki
Enoki Nobuaki 榎伸晃 (Enoki Nobuaki?) (Prefettura di Hyogo, ...) è un fumettista giapponese.
Nel 2013 esordì su Jump Live, la piattaforma digitale di Weekly Shōnen Jump, con due one-shot del manga Gakkyū Hōtei. L'anno seguente comincerà una serializzazione di quest'ultimo affidando però i disegni a Takeshi Obata.